# مضخة حرارية معززة بالطاقة الشمسية

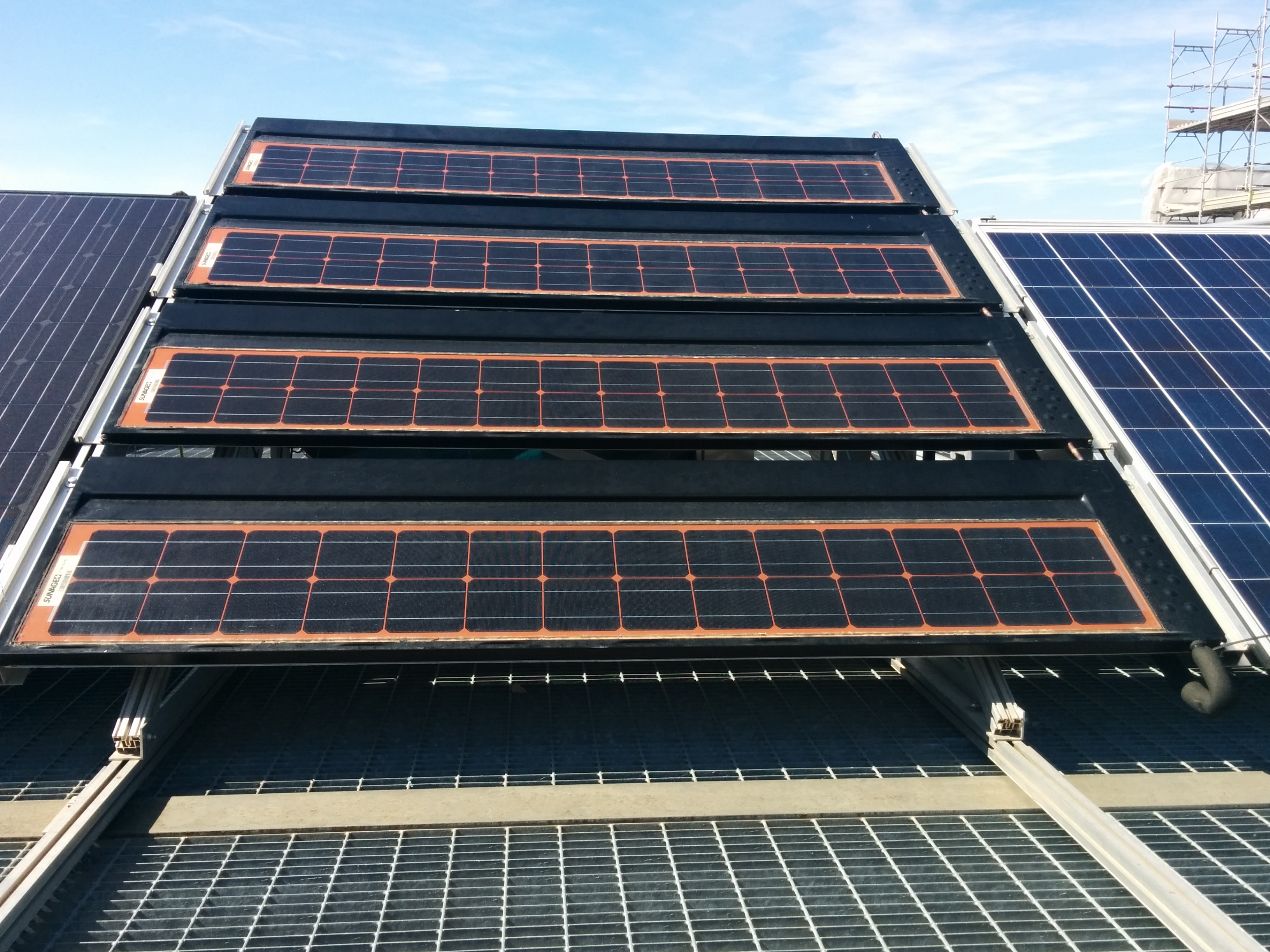

المضخة الحرارية المعززة بالطاقة الشمسية (تدعى اختصارًا مضخة حرارية شمسية) آلة تمثل تكامل مضخة حرارية مع ألواح حرارية شمسية في نظام تكاملي واحد. تستخدم هاتان التقنيتان عادةً بشكل منفصل عن بعضهما البعض (أو تستخدمان على التوازي وحسب) لإنتاج الماء الساخن. يؤدي اللوح الحراري الشمسي في هذا النظام وظيفة المنبع الحراري منخفض درجة الحرارة وتغذي الحرارة المنتجة مبخر المضخة الحرارية. هدف هذا النظام الحصول على معامل أداء مرتفع ومن ثم إنتاج طاقة بطريقة أكثر كفاءة وأقل كلفة.
من الممكن استخدام أي نوع من الألواح الحرارية الشمسية (لوح وأنابيب، ألواح مدرفلة، أنبوب حراري، صفائح حرارية) أو هجين (سيليكون وحيد/متعدد البلورات، غشاء رقيق) إلى جوار المضخة الحرارية. يفضل استخدام لوح هجين لأنه يسمح بتوفير جزء من حاجة المضخة الحرارية للكهرباء ويخفض استهلاك الطاقة ويخفض بالتالي التكاليف المتغيرة للنظام.

## الاستمثال
استمثال ظروف تشغيل هذا النظام هو المشكلة الرئيسية؛ لأن هناك اتجاهين متعارضين لأداء النظامين الفرعيين: على سبيل المثال، ينتج عن خفض درجة حرارة التبخر لمائع التشغيل زيادة في المردود الحراري للوح الشمسي ولكنه يخفض أداء المضخة الحرارية، مع تخفيض معامل الأداء. يكون هدف عملية الاستمثال عادةً تخفيض استهلاك المضخة الحرارية للكهرباء -أو الطاقة الرئيسية التي يحتاجها المرجل المساعد الذي يوفر الحمل الذي لا يغطيه مصدر الطاقة المتجددة- إلى الحد الأدنى. 

## أشكالها
هناك شكلان محتملان لهذا النظام، يتباينان من حيث وجود سائل وسيط ينقل الحرارة من اللوح إلى المضخة الحرارية. تستخدم الآلات التي تدعى آلات تمدد غير مباشر الماء بشكل رئيسي كمائع نقل حرارة، ممزوجًا مع سائل مانع للتجمد (عادةً الغليكول) لمنع تشكل الجليد في فصل الشتاء. تضع الآلات التي تدعى آلات التمدد المباشر مائع وسيط التبريد مباشرةً داخل الدارة الهيدروليكية للوح الحراري، حيث يحدث التحول الطوري. هذا الشكل الثاني، وإن كان أعقد من وجهة نظر تقنية، يمتلك عدة مزايا إيجابية: 
- انتقال أفضل للحرارة التي ينتجها اللوح الحراري إلى مائع التشغيل ما يعني مردودًا حراريًّا أكبر للمبخر، يرتبط بغياب مائع وسيط.
- يسمح وجود مائع تبخير بتوزع منتظم لدرجات الحرارة في اللوح الحراري ما يؤدي إلى ازدياد في المردود الحراري (في ظروف العمل العادية للوح الشمسي يتناقض المردود الحراري الموضعي من المدخل إلى المخرج بسبب ازدياد درجة حرارة المائع).
- استخدام لوح شمسي هجين، بالإضافة إلى الميزة المذكورة في الفقرة السابقة، يزيد المردود الكهربائي للوح (من أجل شروط مشابهة).

## مقارنة
إن استخدام هذا النظام التكاملي بشكل عام طريقة فعالة لتوظيف الحرارة التي تنتجها الألواح الحرارية في فصل الشتاء، وهو أمر لا يستغل عادةً بسبب انخفاض درجة حرارتها.

### أنظمة الإنتاج المنفصلة
بالمقارنة مع استخدام المضخة الحرارية لوحدها، من الممكن خفض كمية الطاقة الكهربائية التي تستهلكها الآلة أثناء تحول الطقس من الشتاء إلى الربيع، وفي النهاية استخدام الألواح الشمسية الحرارية لوحدها لإنتاج كل الطلب الحراري المطلوب (فقط في حالة آلة التمدد غير المباشر)، ما يوفر في التكاليف المتغيرة.
بالمقارنة مع نظام يحتوي الألواح الحرارية لوحدها، من الممكن توفير جزء كبير من التدفئة المطلوبة في الشتاء باستخدام مصدر طاقة غير أحفوري. 

### المضخات الحرارية التقليدية
بالمقارنة مع مضخات الحرارة الجيوحرارية، تكمن الميزة الرئيسية في عدم الحاجة إلى تركيب حقل أنابيب في التربة، ما ينتج انخفاضًا في كلفة الاستثمار (يشكل الحفر نحو 50% من كلفة نظام المضخة الجيوحرارية)، وينتج عن ذلك أيضًا مرونة أكبر في تركيب الآلة، حتى في المناطق محدودة المساحة. كذلك، ليس هناك مخاطر تتعلق بإجداب التربة بسبب الحرارة. 
كما في المضخات الحرارية ذات المصادر الهوائية، فإن أداء المضخات الحرارية المعززة بالطاقة الشمسية يتأثر بالظروف الجوية، رغم أن هذا الأثر أقل تأثيرًا. يتأثر أداء المضخات الحرارية المعززة بالطاقة الشمسية بشكل عام بتغير شدة الإشعاع الشمسي أكثر من تأثره بتذبذب درجة حرارة الهواء. ينتج هذا معامل أداءٍ موسميٍّ أعلى. كذلك فإن درجة حرارة التبخر لمائع التشغيل أعلى منها في المضخات الحرارية ذات المصادر الهوائية؛ لذا فإن معامل الأداء أكبر بكثير بشكل عام.